# リヨン風ポテト
リヨン風ポテト（リヨンふうポテト）、あるいはリヨネーズポテト（英語: Lyonnaise potatoes）、ポテト・リヨネーズとは、フランスのリヨン地方の郷土料理。

## 概要
リヨンはタマネギの産地としても知られており、そのタマネギを用いたジャガイモ料理である。
ダッチオーブンを使ったアウトドア料理としても知られる。1806年に出版されたアンドレ・ヴィアールによる料理本『Le Cuisinier Impérial』にはリヨン風ポテト（フランス語: Pommes de terre à la lyonnaise）についての記載がある。